# 黄草湖
黄草湖是一个位于中国新疆维吾尔族自治区且末县的湖泊，面积约为16平方千米。